# 谷田部東パーキングエリア

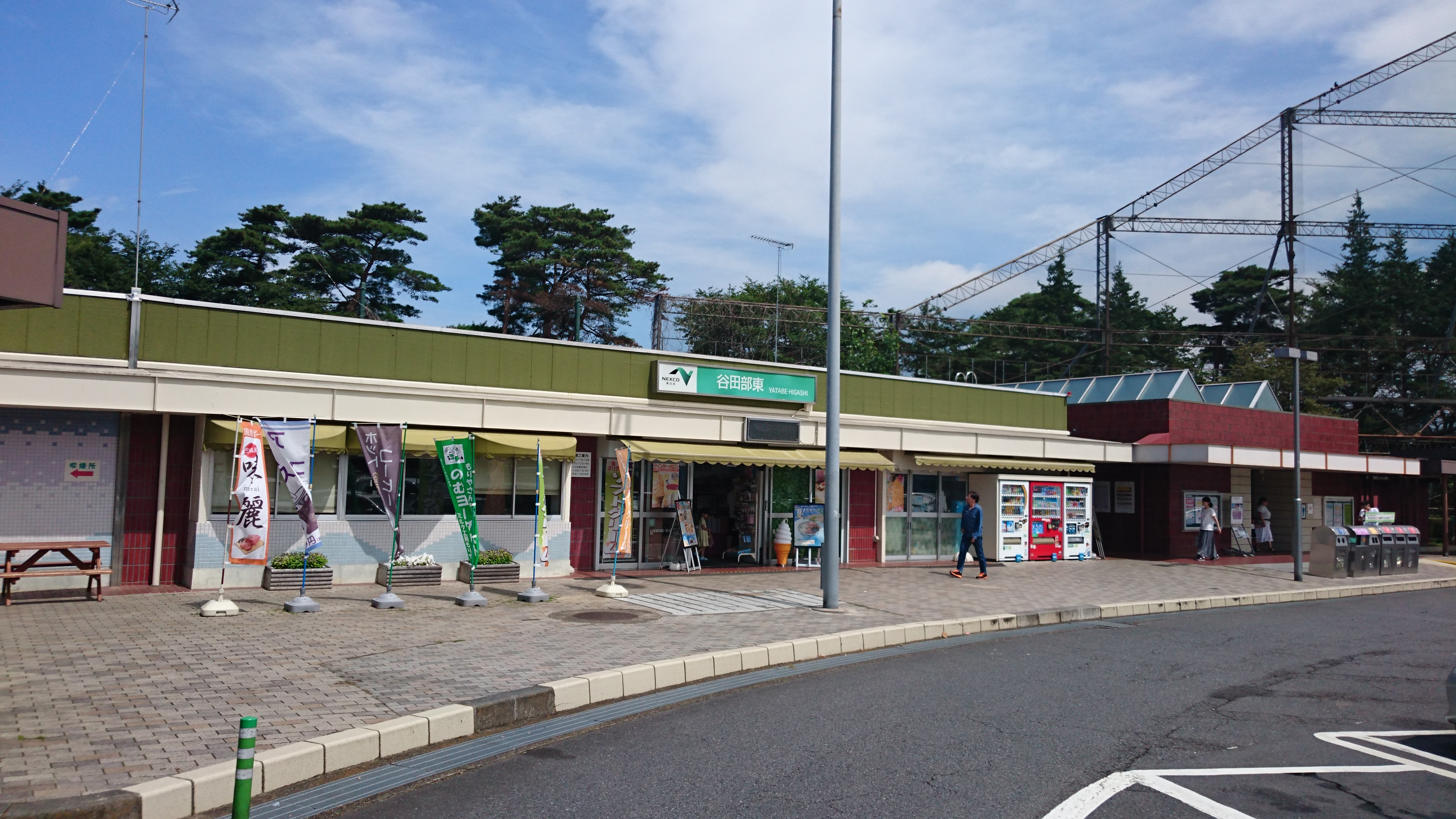
谷田部東パーキングエリア（下り線）

谷田部東パーキングエリア（やたべひがしパーキングエリア）は、茨城県つくば市の常磐自動車道上にあるパーキングエリアである。

## 施設

### 上り線（東京方面）
- 管理：ネクスコ東日本エリアトラクト[1]
- 運営：ネクスコ東日本リテイル[2]
- 駐車場[2]
  - 大型 33台
  - 小型 56台
- トイレ[2]
  - 男性　大3（和式1・洋式2）・小8
  - 女性　10（和式1・洋式9）
  - 車椅子用　1
- フードコート（7:30 - 19:30）[2]
- ショッピングコーナー（7:30 - 19:30）[2]
- 自動販売機
- ウォークインゲート[2]

### 下り線（水戸・いわき方面）
- 管理：ネクスコ東日本エリアトラクト[1]
- 運営：フジランド[3]
- 駐車場[3]
  - 大型33台
  - 小型55台
- トイレ[3]
  - 男性　大3（和式1・洋式2）・小8
  - 女性　10（和式1・洋式9）
  - 車椅子用　1
- フードコート（6:00 - 19:00）[3][4]
- ショッピング（6:00 - 19:00）[3][4]
- 自動販売機
- ウォークインゲート[3]

## 隣
E6 常磐自動車道
(4)谷田部IC - (4-1)つくばJCT - 谷田部東PA - (5)桜土浦IC